# Gravity (pesma)
„Gravity” (srp. Gravitacija) je pesma jermensko-grčkog pevača Hoviga Demirčjana. Predstavljaće Kipar na izboru za Pesmu Evrovizije 2017. Pesma je objavljena 1. marta 2017.

## Spoljašnje veze
- Zvanični video-snimak na mreži Jutjub